# Čtvrtá vláda Lubomíra Štrougala
Čtvrtá vláda Lubomíra Štrougala existovala v období 17. června 1981 – 16. června 1986.

## Seznam členů vlády
- Předseda vlády: Lubomír Štrougal
- Místopředseda vlády:
  - Josef Korčák
  - Peter Colotka
  - Václav Hůla, do 1. 4. 1983 (zemřel)
  - Ladislav Gerle
  - Karol Laco
  - Matej Lúčan
  - Rudolf Rohlíček
  - Svatopluk Potáč
  - Jaromír Obzina, od 20. 6. 1983
- Ministr zahraničních věcí: Bohuslav Chňoupek
- Ministr národní obrany:
  - Martin Dzúr, do 11. 1. 1985 (zemřel 15. 11. 1985)
  - Milán Václavík, od 11. 1. 1985
- Ministr vnitra:
  - Jaromír Obzina, do 20. 6. 1983
  - Vratislav Vajnar, od 20. 6. 1983
- Ministr dopravy: Vladimír Blažek
- Ministr elektrotechnického průmyslu: Milan Kubát
- Ministr financí:
  - Leopold Lér, do 4. 10. 1985
  - Jaromír Žák, od 29. 11. 1985
- Ministr hutnictví a těžkého strojírenství: Eduard Saul
- Ministr paliv a energetiky: Vlastimil Ehrenberger
- Ministr práce a sociálních věcí:
  - Michal Štanceľ, do 20. 6. 1983
  - Miloslav Boďa, od 20. 6. 1983
- Ministr spojů: Vlastimil Chalupa
- Ministr pro technický a investiční rozvoj (zrušen k 31. 10. 1983):
  - Ladislav Šupka
  - Jaromír Obzina, od 20. 6. 1983 pověřen řízením
- Ministr všeobecného strojírenství: Pavol Bahyl
- Ministr zahraničního obchodu: Bohumil Urban
- Ministr zemědělství a výživy:
  - Josef Nágr, do 20. 6. 1983
  - Miroslav Toman, od 20. 6. 1983
- Ministr – předseda Výboru lidové kontroly ČSSR: František Ondřich
- Ministr – předseda Federálního cenového úřadu: Michal Sabolčík
- Ministr – místopředseda Státní plánovací komise: Vladimír Janza